# Villazón
Villazón è un comune (municipio in spagnolo) della Bolivia, capoluogo della provincia di Modesto Omiste nel dipartimento di Potosí. Sorge presso il confine con l'Argentina.

## Geografia fisica
Villazón è situata nella parte meridionale dell'Altopiano boliviano, a 347 km a sud di Potosí, ad un'altitudine di 3.400 metri. A sud, oltre il confine argentino, si trova la città di La Quiaca, provincia di Jujuy, dalla quale è separata dal Río de La Quiaca. Le due città sono collegate dal Ponte Internazionale Horacio Guzmán..
Risente di un clima tipico montano, con temperature medie comprese tra i 5 e i 12 °C e scarse precipitazioni annue.

## Storia
Venne fondata il 20 maggio 1910, durante la presidenza di Eliodoro Villazón, dal quale ricevette il suo nome.

## Cantoni
Il comune è suddiviso in 13 cantoni:
- Berque
- Casira
- Chagua
- Chipihuayco
- Mojo
- Moraya
- Sagnasti
- Salitre
- San Pedro de Sococha
- Sarcari
- Sococha
- Villazon
- Yuruma

## Economia
Villazón è una tipica città di frontiera caratterizzata da tutti i tipi di attività commerciali legali e legate al contrabbando, che costituiscono l'attività principale della città. I prezzi sono generalmente bassi, il che la rende una delle mete preferite dagli argentini della provincia di Jujuy per lo shopping. Il centro è moderno e ha molti piccoli negozi, soprattutto di elettronica e tessili.

## Infrastrutture e trasporti
Villazón origina la strada 14 per Potosí e la Bolivia centrale.